# 3638 Davis
3638 Davis је астероид главног астероидног појаса са средњом удаљеношћу од Сунца која износи 3,014 астрономских јединица (АЈ).
Апсолутна магнитуда астероида је 11,4.